# António Damásio

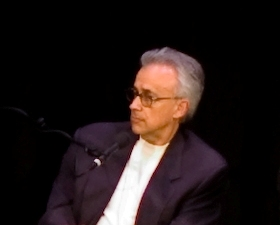
Antonio Damasio

António Rosa Damásio (ur. 25 lutego 1944 w Lizbonie) – portugalski profesor neurologii behawioralnej pracujący w Stanach Zjednoczonych. Wykładał na Uniwersytecie Południowej Kalifornii, gdzie prowadził katedrę Brain and Creativity. Zanim objął to stanowisko w 2005, kierował katedrą neurologii na Uniwersytecie Iowa. Pracował tam w latach 1976–2005. Poza tym, że jest powszechnie znanym badaczem wielu zagadnień związanych z neurologią, to również autorem książek objaśniających jego teorie.

## Życie i praca
Studiował medycynę na Uniwersytecie Medycznym w Lizbonie (Lisbon Medical School in Portugal), gdzie odbył również staż i obronił pracę doktorską. Później przeprowadził się do Stanów Zjednoczonych, jako pracownik badawczy, w związku ze stypendium naukowym w Instytucie Badań nad Afazją w Bostonie. Jego tamtejsze badania nad neurologią behawioralną były prowadzone pod nadzorem Normana Geschwinda.
Jako badacz, Damasio interesuje się głównie neurobiologią umysłu, szczególnie zaś systemami neuronalnymi odpowiedzialnymi za pamięć, język, emocje i podejmowanie decyzji. Jego badania przyczyniły się do objaśnienia neuronalnych podstaw dla emocji i wykazały, że emocje grają główną rolę w poznaniu społecznym i podejmowaniu decyzji. Sformułował hipotezę markerów somatycznych.
Jako klinicysta, on i jego współpracownicy badali i leczyli zaburzenia behawioralne, poznawcze oraz motoryczne.
Książki Damasio skupiają się na kwestii relacji między emocjami, uczuciami a mechanizmami zachodzącymi w mózgu związanymi z ich powstawaniem. Jego publikacja pt. "Błąd Kartezjusza: emocje, rozum i ludzki mózg", była nominowana do nagród Los Angeles Times i została przetłumaczona na ponad 30 języków. Jego druga książka "Tajemnica świadomości" uznano za jedną z najlepszych książek 2001 roku przez ranking New York Timesa i została wydana w 30 obcych krajach. W swojej ostatniej książce z 2003, W poszukiwaniu Spinozy: radość, smutek i czujący mózg, objaśnia filozofię i jej związek z neurobiologią, sugerując, że może ona dostarczyć wskazówek dla etyki ludzkiej. 
Damasio jest członkiem Amerykańskiej Akademii Sztuk i Nauk, Instytutu Medycyny Narodowej Akademii Nauk oraz Europejskiej Akademii Nauki i Sztuki. Otrzymał wiele nagród, łącznie z Nagrodą Księcia Asturii w dziedzinie nauki i techniki, Medal Kappersa za osiągnięcia w dziedzinie neurologii, Medal Beaumont od Amerykańskiego Towarzystwa Medycznego oraz Nagrodę Reenpa z neurologii. Zasiada także w kolegiach redakcyjnych wielu ważnych pism z tego zakresu. 
Pracował nad emocjami społecznymi, neurologią decyzji i kreatywności.
Jest żonaty z dr Hanną Damasio, z którą współpracuje; jest ona współautorką kilku jego książek.